# Johanna Walser
(Katharina) Johanna Walser (* 3. April 1957 in Ulm) ist eine deutsche Schriftstellerin und literarische Übersetzerin. 

## Leben
Katharina-Johanna Walser ist eine Tochter des Schriftstellers Martin Walser und dessen Ehefrau Katharina „Käthe“ Walser, geborene Jehle. Sie wuchs in Friedrichshafen und in Überlingen am Bodensee auf. Ab 1982 studierte sie Germanistik und Philosophie in Berlin und Konstanz.
Johanna Walser ist Verfasserin von psychologischen Skizzen und Miniaturen; daneben übersetzt sie aus dem Englischen und Französischen, früher häufig in Zusammenarbeit mit ihrem Vater. Sie erhielt u. a. 1982 den Luise-Rinser-Preis und 1993 ein Villa-Massimo-Stipendium.
Johanna Walser lebt in Nußdorf am Bodensee im selben Haus wie ihre Mutter. Die beiden Frauen betreuten gemeinsam den altersschwachen Martin Walser, welcher am 26. Juli 2023 starb.

## Werke (Auswahl)
als Autorin
- Vor dem Leben stehend. Prosastücke, 1982. Neuausg. Edition Isele, Eggingen 2010, ISBN 978-3-86142-481-9.
- Die Unterwerfung. Erzählung. Fischer Taschenbuchverlag, Frankfurt/M. 1986, ISBN 3-596-11448-9.
- Wetterleuchten. Erzählungen. Fischer Taschenbuchverlag, Frankfurt/M. 1991, ISBN 3-596-22370-9.
- Versuch, da zu sein. Prosa. 2. Aufl. Fischer Taschenbuchverlag, Frankfurt/M. 1998, ISBN 3-596-22395-4.
- Bodensee. Die vier Jahreszeiten. Stadler Verlag, Konstanz 1997, ISBN 3-7977-0359-7 (zusammen mit Hella Wolff-Seybold)
- Am Wasser. Bilder. Sanssouci Verlag, Zürich 2000. ISBN 3-7254-1170-0 (Bildband, zusammen mit Quint Buchholz, Photographien, und Martin Walser, Text).

Übersetzerin
- David Almond: Zeit des Mondes („Skelling“). Ravensburger Buchverlag, Ravensburg 1999, ISBN 3-473-34365-X (zusammen mit Martin Walser).
- Marianne Curley: Im Kreis des Feuers („Old magic“). Dtv, München 2001, ISBN 3-423-62101-X.
- Irene Goede: Der kleine Indianer. Freiburg im Breisgau 1994 (zusammen mit Martin Walser).
- Jean-Christian Knaff: Adam Elefant. Middelhauve, München 1994, ISBN 3-7876-9361-0 (zusammen mit Martin Walser).
- Jean-Christian Knaff: Manhattan. Ein Bilderbuch.  Middelhauve, München 1993, ISBN 3-7876-9360-2 (zusammen mit Martin Walser).
- Molière: Der eingebildete Kranke („Le malade imaginaire“). Insel-Verlag, Frankfurt/M. 1987, ISBN 3-458-32714-2 (zusammen mit Martin Walser).
- Harold Pinter: Die Zwerge. Roman („The dwarfs“). 3. Aufl. Rowohlt, Reinbek 2005, ISBN 3-499-13265-6.
- Colin Thompson: Wenn Sally fliegt („Falling angels“). Ravensburger Buchverlag, Ravensburg 2001, ISBN 3-473-33797-8 (zusammen mit Martin Walser).
- Chris Van Allsburg: Die süßeste Feige. Ein Bilderbuch („The sweetest fig“). Ravensburger Buchverlag, Ravensburg 1995, ISBN 3-473-33362-X (zusammen mit Martin Walser).
- Oscar Wilde: Märchen zwischen Tag und Traum („Stories for children“). Kinderbuchverlag, Berlin 1994, ISBN 3-358-02126-2.